# Caroline Ferdinande, Ducesă de Berry
Prințesa Maria Carolina Ferdinanda Luisa a Neapolelui și Siciliei (5 noiembrie 1798 - 17 aprilie 1870), a fost fiica regelui Francisc I al celor Două Sicilii și a primei lui soții, Arhiducesa Maria Clementina a Austriei.

## Familie
Caroline s-a născut la Palatul Caserta. A fost cel mai mare copil al Prințului Ferdinand, moștenitorul tronului Neapolelui și Siciliei. Mama ei era Arhiducesă de Austria, al zecelea copil și a treia fiică a lui Leopold al II-lea, Împărat Roman și a Mariei Luisa a Spaniei. Părinții ei erau veri primari. 
Caroline a fost botezată cu numele bunicilor paterni, Maria Carolina a Austriei și regele Ferdinand de Neapole. 
Și-a petrecut adolescența la Palermo și Neapole. Mama ei a murit în 1801 la vârsta de 24 de ani după o naștere dificilă cu un an în urmă. Tatăl ei s-a recăsătorit în 1802 cu Infanta Maria Isabella a Spaniei, o altă verișoară primară. Cuplul a avut 12 copii.

## La curtea Franței

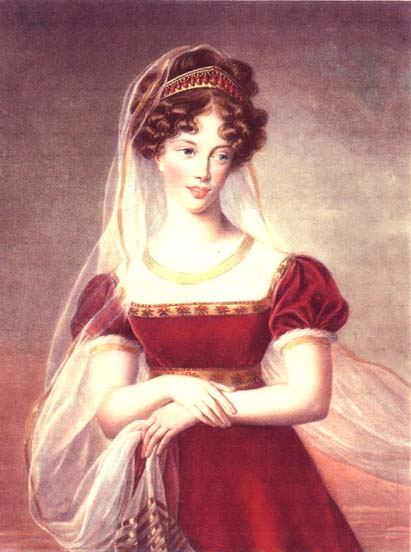
Maria Carolina a celor Două Sicilii, de Elisabeth Louise Vigée Le Brun, 1828.

Caroline s-a căsătorit cu nepotul regelui Ludovic al XVIII-lea al Franței, Charles Ferdinand d'Artois la 24 aprilie 1816 la Neapole, în urma negocierilor cu regatele Neapolelui și Siciliei. și ambasadorul Franței Pierre Louis Jean Casimir de Blacas. A devenit ducesă de Berry cunoscută ca Madame de Berry în Franța.
A devenit o figură importantă în timpul Restaurației Bourbonilor după asasinarea soțului ei în 1820. Fiul Carolinei, Henri, Conte de Chambord, a fost numit "copilul miracol" deoarece s-a născut după decesul tatălui său și a continuat linia directă a bourbonilor. 
În 1824, regele Ludovic al XVIII-lea a murit și a fost succedat de cumantul Carolinei, regele Carol al X-lea.
În 1830, a fost forțată să părăsească Franța când Carol al X-lea a fost răsturnat în timpul Revoluției din Iulie. Caroline a trăit la Bath și la Regent Terrace din Edinburgh pentru o vreme.. 
În 1831 s-a întors cu familia la Neapole via Olanda, Prusia și Austria. Mai târziu, totuși, cu ajutorul lui Emmanuel Louis Marie de Guignard, viconte Saint Priest, a încercat fără succes să restabilească dinastia legitimistă a bourbonilor în timpul monarhului orléanist, regele Ludovic Filip I al Franței (1830–1848).
Rebeliunea ei nereușită de la Vendée din 1832 a fost urmată de arestarea ei și întemnițarea în noiembrie 1832. A fost eliberată în iunie 1833 după ce a născut o fiică și a dezvăluit căsătoria ei secretă unui nobil italian, Ettore Carlo Lucchesi-Palli. În 1844, ea și soțul ei au cumpărat frumosul palat Ca 'Vendramin Calergi din Veneția de la ultimul membru al familiei Vendramin. 
În tulburările de Risorgimento, ea a fost forțată să vândă palatul nepotului ei, Prințul Henric, conte de Bardi, și multe din operele sale fine de artă au fost scoase la licitație la Paris.
S-a întors în Sicilia, ignorată de ceilalți membri ai Casei de Bourbon și a murit în apropiere de Graz (Austro-Ungaria) în 1870. Romancierul francez Alexandre Dumas, tatăl a scris două povestiri despre ea și comploturile ei.

## Copii
Împreună cu Charles Ferdinand, Duce de Berry:
- Prințesa Louise Élisabeth a Franței (13 iulie 1817 – 14 iulie 1817)
- Prințul Louis al Franței (născut și decedat la 13 septembrie 1818)
- Louise Marie Thérèse d'Artois (21 septembrie 1819 – 1 februarie 1864)
- Henri d'Artois, Duce de Bordeaux și Conte de Chambord (29 septembrie 1820 – 24 august 1883)

Împreună cu Ettore Carlo Lucchesi-Palli, al 8-lea Duce della Grazia:
- Anna Maria Rosalia Lucchesi-Palli (10 mai 1833 – octombrie 1833)[6]
- Clementina Lucchesi-Palli (19 noiembrie 1835 – 22 martie 1925)
- Francesca di Paola Lucchesi-Palli (12 octombrie 1836 – 10 mai 1923; fiul ei, Camillo Massimo, Principe di Arsoli, a fost socrul Prințesei Adelaide de Savoia, fiica Prințului Thomas, Duce de Geneva și a soției lui Prințesa Isabella de Bavaria; celălalt fiu, Fabrizio Massimo, Principe di Roviano, s-a căsătorit cu Beatriz a Spaniei, fiica lui Carlos, Duce de Madrid și a primei lui soții Prințesa Margherita de Parma)
- Maria Isabella Lucchesi-Palli (18 martie 1838 – 1 aprilie 1873)
- Adinolfo Lucchesi-Palli, al 9-lea Duce della Grazia (10 martie 1840 – 4 februarie 1911; fiul lui, Pietro Lucchesi-Palli, s-a căsătorit cu Beatrice Colomba Maria di Borbone Principessa di Parma, fiica lui Robert I, Duce de Parma și a primei lui soții Prințesa Maria Pia a celor Două Sicilii).